# كيفن سكوت (متزلج سريع)
كيفن سكوت هو متزلج سريع كندي، ولد في 12 نوفمبر 1969 في إليوت لايك في كندا.

## وصلات خارجية
- كيفن سكوت على موقع SpeedSkatingStats.com (الإنجليزية)
- كيفن سكوت على موقع أوليمبيديا (الإنجليزية)